# Haakon-VII-Land
Koordinaten: 79° 18′ N, 12° 54′ O

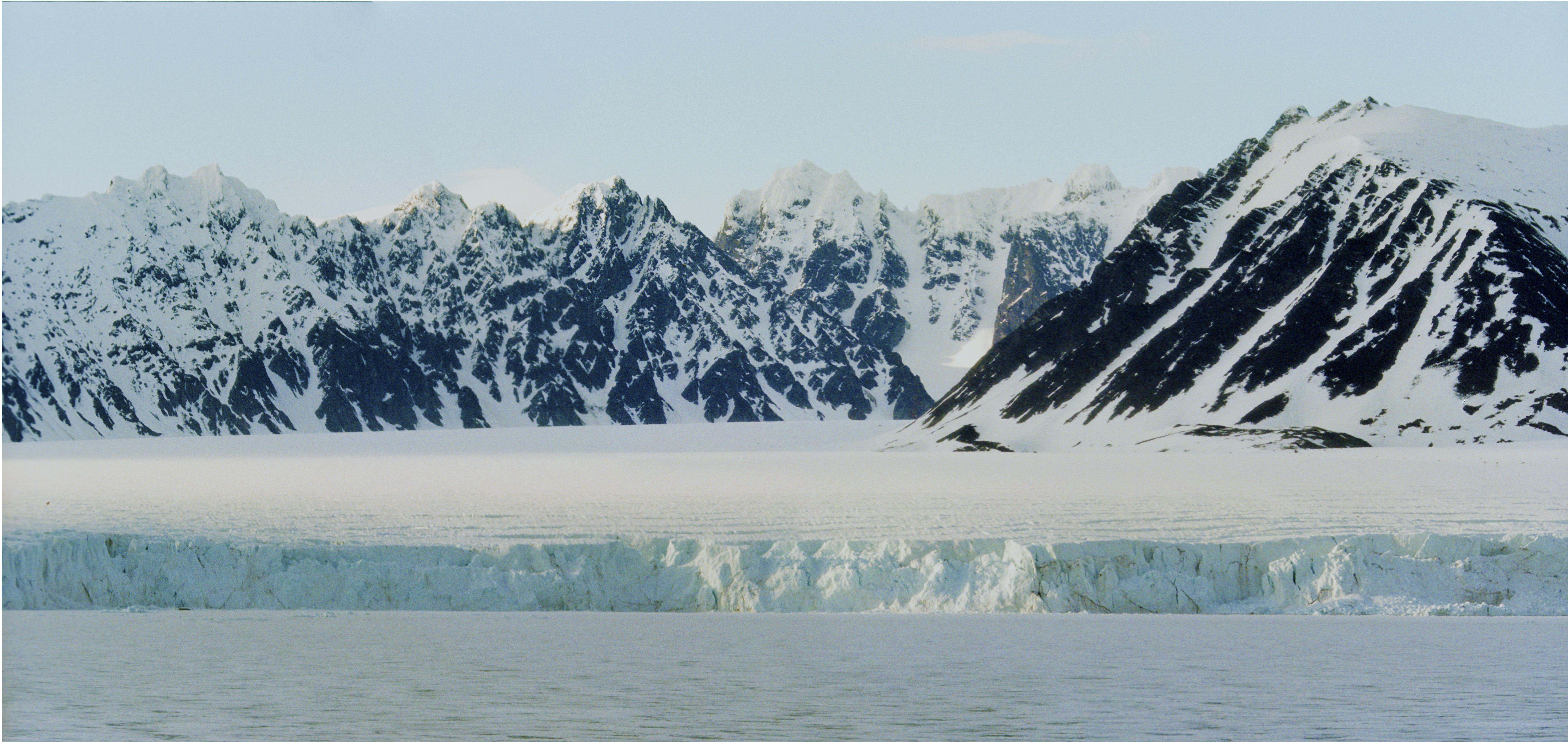
Der Lilliehöökbreen

Haakon-VII-Land ist ein Gebiet im Nordwesten von Spitzbergen.

## Geografie
Haakon-VII-Land befindet sich im Nordwesten der Hauptinsel Spitzbergens, nördlicher liegt nur noch Albert-I-Land. Im Osten liegt Andrée-Land, im Süden James-I-Land und Oscar-II-Land. Die Grenze im Westen bildet die Linie vom Krossfjorden über den Lilliehöökbreen zum Raudfjorden. Im Westen schneidet der Woodfjorden weit nach Süden ins Land hinein, er bildet die Grenze zum Andrée-Land. Das „Dreiländereck“ zwischen Haakon-VII-Land, Andrée-Land und James-I-Land befindet sich auf dem Holtedahlfonna. Entsprechend führt die Grenze von Haakon-VII-Land von dort wieder nach Westen an den Kongsfjorden.

## Landschaft
Das Zentrum von Haakon-VII-Land wird von großen Gletschern dominiert, darunter der Isachsenfonna und der Monacobreen. Die höchste Erhebung ist mit 1449 m der Eidsvollfjellet. Im Westen, am Kongsfjorden, brüten viele Vögel. Im Nordwesten, am Liefdefjorden, leben viele Eisbären, das Gebiet gehört zum Nordvest-Spitsbergen-Nationalpark.

## Etymologie
Haakon-VII-Land trägt seinen Namen zu Ehren von Haakon VII. (1872–1957), der 1905 zum König von Norwegen gewählt wurde.